# Knoppix
Knoppix ali KNOPPIX), je operacijski sistem, ki temelji na Debianu, narejen je tako, da se zažene iz CDja ali DVDja. Knoppix je ustvaril svetovalec za Linux Klaus Knopper. Program se zažene z optičnega medija in se dekompresira v RAM. Dekompresija se izvede transparentno.
Čeprav je Knoppix zasnovan za uporabo kot Live CD, se ga lahko namesti tudi na trdi disk, kot tipični operacijski sistem. Računalniki, kateri podpirajo boot z USB naprav, lahko Knoppix naložijo z USB flash enote ali spominske kartice.
Obstajata dve različici Knoppixa (obe v angleškem in nemškem jeziku).
- Tradicionalna CD različica - dolga 700 megabajtov
- DVD Maxi različica - dolga 4.7 gigabajta

Knoppix povečini sestavlja prosto programje, vključuje pa tudi programje, ki ni prosto.

## Uporaba
Knoppix se lahko uporablja za enostavnejše arhiviranje datotek s trdih diskov z nedostopnih ali pokvarjenih operacijskih sistemov. Za hitrejšo in varnejšo uporabo Linux programske opreme, se lahko uporabi Live CD, kot nadomestilo za inštalacijo drugega operacijskega sistema.

## Vsebina
Več kot 100 programskih paketov je vključenih na CDju in več kot 2600 na DVDju. Do 9 gigabajtov podatkov je možno shraniti na DVD v stisnjenem načinu. Paketi vključujejo :
- Del prednastavljenega namizja KDE, vključno s Konqueror brskalnikom in KMail klientom za prebiranje pošte. Knoppix je možno uporabljati tudi z drugimi namizji npr. Fluxbox, twm, IceWM in GNUstep.
- XMMS z MP3 in Ogg vorbis avdio podporo.
- program za dostopanje do Interneta, vsebuje KPPP povezovalca in ISDN orodja.
- Spletni brskalnik Iceweasel, ki bazira na Mozilli Firefoxu.
- K3b orodje za zapis datotek na CD ali DVD.
- GIMP, program za delo s slikami.
- GParted ali QtParted programa za delo s particijami.
- Orodja za reševanje podatkov in sistemska opravila.
- LibreOffice, programe za pisarniško delo.
- Veliko programov za programersko delo.

## Strojne zahteve
Strojne zahteve za delo s Knoppixom:
- Intel kompatibilni procesor (i486 ali novejši).
- 32 MB RAM za tekstovni način, najmanj 96 MB za grafični način z namizjem KDE (priporočljivo je imeti vsaj 128 MB za delo z različnimi pisarniškimi orodji).
- Zagonska CD-ROM enota (IDE ali SCSI) ali disketna enota.
- Standardna SVGA-kompatibilna grafična kartica.
- Serijska ali PS/2 standarna miška ali IMPS/w kompatibilna USB-miška.

## Izdaje
Od aprila 2008 naprej od različice 4 do 5.1.1 je bil Knoppix razdeljen na izdajo DVD »maxi« (s preko 9 GB programja) in CD "lahko" izdajo, obe sta narejene paralelno., po različici 5.1.1 je dosegljiva samo izdaja na DVDju.
Spodaj je navedena zgodovina različic za glavne izdaje.